# Bodilprisen for bedste dokumentarfilm
Bodilprisen for bedste dokumentar/kortfilm er en filmpris ved den årlige Bodilprisuddeling, som uddeles af foreningen Danske Filmkritikere, og som har til formål at hylde den bedste dokumentar eller kortfilm i det forgangne filmår. Prisen blev uddelt for første gang i 1948 ved den første Bodiluddeling. Som med de øvrige priser ved Bodiluddelingen er dommerkomitéen ikke pålagt at skulle uddele prisen såfremt der ikke kan findes nogen værdige kandidater.
Prisen for bedste dokumentar/kortfilm har langt fra været uddelt hvert år, og blev i 2005 uddelt på bekostning af en af spillefilmskategorierne (Bedste amerikanske film eller Bedste ikke-amerikanske film).

## Prismodtagere

### 1940'erne
- 1948 Papir og Pap er Penge værd af Ole Palsbo
- 1949 -

### 1950'erne
- 1950 -
- 1951 -
- 1952 -
- 1953 -
- 1954 -
- 1955 -
- 1956 Hvor bjergene sejler af Bjarne Henning-Jensen
- 1957 Ellehammer-filmen af Jørgen Roos
- 1958 -
- 1959 -

### 1960'erne
- 1960 -
- 1961 Enden på legen af Theodor Christensen
- 1962 -
- 1963 -
- 1964 Den ny virkelighed af Børge Høst
- 1965 Michel Simon og PH-lys af Ole Roos
- 1966 Knud af Jørgen Roos
- 1967 -
- 1968 Kongens Enghave af Claus Ørsted
- 1969 Eftermiddagsgæsten af Peter Refn

### 1970'erne
- 1970 Livet er en cirkus af Per Holst
- 1971 -
- 1972 Livet i Danmark af Jørgen Leth
- 1973 -
- 1974 -
- 1975 -
- 1976 Dejlig er den himmel blå af Solvognen
- 1977 -
- 1978 Jenny af Jon Bang Carlsen
- 1979 -

### 1980'erne
- 1980 -
- 1981 Tomas - et barn du ikke kan nå af Lone Hertz
- 1982 Historien om Kim Skov af Hans-Henrik Jørgensen
- 1983 -
- 1984 Fugl Fønix af Jon Bang Carlsen
- 1985 -
- 1986 Den erindrende af Jytte Rex
- 1987 -
- 1988 -
- 1989 -

### 1990'erne
- 1990 -
- 1991 -
- 1992 -
- 1993 -
- 1994 -
- 1995 -
- 1996 Carl Th. Dreyer - Min metier af Torben Skjødt Jensen
- 1997 -
- 1998 -
- 1999 -

### 2000'erne
- 2000 -
- 2001 -
- 2002 -
- 2003 -
- 2004 -
- 2005 Tintin et moi af Anders Østergaard
- 2006 -
- 2007 Gasolin' (film) af Anders Østergaard
- 2008 The Monastery af Pernille Rose Grønkjær
- 2009 Burma VJ - reporter i et lukket land af Anders Østergaard

### 2010'erne
| År                                       | Film                                                    | Instruktør |
| ---------------------------------------- | ------------------------------------------------------- | ---------- |
| 2010                                     |                                                         |            |
| Blekingegadebanden                       | Anders Riis-Hansen                                      |            |
| 2011                                     |                                                         |            |
| Armadillo                                | Janus Metz                                              |            |
| 2012                                     |                                                         |            |
| Testamentet                              | Christian Sønderby Jepsen                               |            |
| Ambassadøren                             | Mads Brügger                                            |            |
| Svend                                    | Anne Regitze Wivel                                      |            |
| 1/2 revolution                           | Karim El Hakim og Omar Shargawi                         |            |
| Præsidenten                              | Christoffer Guldbrandsen                                |            |
| 2013                                     |                                                         |            |
| Putins kys                               | Lise Birk Pedersen                                      |            |
| Ballerina                                | Maja Friis                                              |            |
| Kidd Life                                | Andreas Johnsen                                         |            |
| Lej en familie A/S                       | Kaspar Astrup Schröder                                  |            |
| Sort hvid dreng                          | Camilla Magid                                           |            |
| 2014                                     |                                                         |            |
| Ai Weiwei The Fake Case                  | Andreas Johnsen                                         |            |
| Blodets bånd                             | Christian Sønderby Jepsen og Pernille Bervald Jørgensen |            |
| Sepideh - Drømmen om stjernerne          | Berit Madsen                                            |            |
| 2015                                     |                                                         |            |
| The Look of Silence                      | Joshua Oppenheimer                                      |            |
| 1989                                     | Anders Østergaard og Erzsébet Rácz                      |            |
| Cirkusdynastiet                          | Anders Riis-Hansen                                      |            |
| Våbensmuglingen                          | Andreas Koefoed                                         |            |
| We Are Journalists                       | Ahmad Jalali Farahani                                   |            |
| 2016                                     |                                                         |            |
| The Man Who Saved the World              | Peter Anthony                                           |            |
| Et hjem i verden                         | Andreas Kofoed                                          |            |
| Misfits                                  | Christian Braad Thomsen                                 |            |
| Fassbinder - at elske uden at kræve      | Christian Braad Thomsen                                 |            |
| Naturens uorden                          | Christian Sønderby Jepsen                               |            |
| 2017                                     |                                                         |            |
| The War Show                             | Obaidah Zytoon og Andreas Dalsgaard                     |            |
| Dem vi var                               | Sine Skibsholt                                          |            |
| Bugs                                     | Andreas Johnsen                                         |            |
| Amateurs in Space                        | Max Kestner                                             |            |
| Vejen er lang                            | Mette Knudsen                                           |            |
| 2018                                     |                                                         |            |
| Last Men In Aleppo                       | Firas Fayyad                                            |            |
| Al magt til folket                       | Lise Birk Pedersen                                      |            |
| En fremmed flytter ind                   | Nicole N. Horanyi                                       |            |
| Venus – Let’s Talk About Sex             | Lea Glob & Mette Carla Albrechtsen                      |            |
| Vold – i kærlighedens navn               | Christina Rosendahl                                     |            |
| 2019                                     |                                                         |            |
| Olegs krig - en barndom i krigens skygge | Simon Lereng Wilmont                                    |            |
| Bobbi Jene                               | Elvira Lind                                             |            |
| Fanget i de fries land                   | Camilla Magid                                           |            |
| Hjertelandet                             | Janus Metz & Sine Plambech                              |            |
| Skjold & Isabel                          | Emil Næsby Hansen                                       |            |

### 2020'erne
| År                                                  | Film                                                  | Instruktør |
| --------------------------------------------------- | ----------------------------------------------------- | ---------- |
| 2020                                                |                                                       |            |
| Q’s Barbershop                                      | Emil Langballe                                        |            |
| Et ægte par                                         | Emil Langballe                                        |            |
| Forglem mig ej                                      | Sun Hee Engelstoft                                    |            |
| Håbets Ø                                            | Sidse Torstholm Larsen & Sturla Pilskog               |            |
| Western Arabs                                       | Omar Shargawi                                         |            |
| 2021                                                |                                                       |            |
| En splittet familie                                 | Mira Jargil                                           |            |
| The Cave                                            | Feras Fayyad                                          |            |
| I Love You I Miss You I Hope I See You Before I Die | Eva Marie Rødbro                                      |            |
| Rejsen til Utopia                                   | Erlend E. Mo                                          |            |
| Undertrykkelsens sang                               | Estephan Wagner og Marianne Hougen-Moraga             |            |
| 2022                                                |                                                       |            |
| Flugt                                               | Jonas Poher Rasmussen                                 |            |
| Fra det vilde hav                                   | Robin Petré                                           |            |
| Kandis for livet                                    | Jesper Dalgaard                                       |            |
| President                                           | Camilla Nielsson                                      |            |
| Skál/Skål                                           | Cecilie Debell og Maria Guldbrandsø Tórgarð           |            |
| 2023                                                |                                                       |            |
| Et hus af splinter                                  | Simon Lereng Wilmont                                  |            |
| Mr. Graversen                                       | Michael Graveren                                      |            |
| Se mig som jeg er                                   | Louise Leth                                           |            |
| The Lost Leonardo                                   | Andreas Koefoed                                       |            |
| Tsumu                                               | Kasper Kiertzner                                      |            |
| 2024                                                |                                                       |            |
| Apolonia, Apolonia                                  | Lea Glob                                              |            |
| Music for Black Pigeons                             | Andreas Koefoed og Jørgen Leth                        |            |
| A Storm Foretold                                    | Christoffer Guldbrandsen                              |            |
| Munken                                              | Mira Jargil og Christian Sønderby Jepsen              |            |
| Twice Colonized                                     | Lin Alluna                                            |            |
| 2025                                                |                                                       |            |
| The Son and the Moon                                | Roja Pakari og medinstruktør Emilie Adelina Monies    |            |
| A Dangerous Boy                                     | Ole Bendtzen                                          |            |
| Ekko af kærlighed                                   | Zara Zerny                                            |            |
| Før stormen                                         | Juan Palacios og medinstruktør Sofie Husum Johannesen |            |
| Livet og andre problemer                            | Max Kestner                                           |            |